# 弗克拉马克特
弗克拉马克特是奥地利上奥地利州弗克拉布鲁克县的一个市镇。总面积27平方公里，总人口4757人，人口密度176.2人/平方公里（2005年）。